# Masyanya
Masyanya 是一部俄罗斯网络成人动画连续剧和情景喜剧（后来在电视上播出），由奥列格·库瓦耶夫 (Oleg Kuvaev ) 使用Macromedia Flash于 2001 年开始创作。其讽刺幽默的风格被人称为俄国版南方公园。

## 角色

### 主要角色
- Masyanya (Масяня Masânâ)—有点个人无政府主义倾向的二十多岁同名女主角，住在圣彼得堡的一间公寓里。Masyanya 有着椭圆形的头，总是穿着蓝色迷你裙和裸露肚脐的红色上衣(在第160集 （页面存档备份，存于）的片尾中，Masyanya穿着乌克兰国旗双色的蓝色背心和黄色裙子)。

- Hryundel (Хрюндель Hrûndelʼ，源自俄语动词，意思是“咕哝”)—Masyanya相当厚重、脾气好、穿着全套衣服的男朋友。

- Lokhmaty (Лохматый Lohmatıĭ，俄语中意为“毛茸茸的”)—他们的朋友，一个矮胖而无忧无虑的鼓手。后来他发现有乌克兰血统，姓Lokhmatenko。

### 次要角色
- Fyodorovna-Masyanya的母亲，她离婚了。
- Lyaska-来自莫斯科的女孩，Masyanya 的朋友。
- Dyadya Badya -Masyanya 和 Hryundel 的儿子。
- Chuchunya-Masyanya 和 Hryundel 的女儿。
- 普京-俄罗斯总统，通常以邪恶形象出现，并被称为沙皇。

## 影响
2022年俄羅斯入侵烏克蘭初期，《Masyanya》有关战争系列的第 160 集，剧情中把普京比作纳粹希特勒，克里姆林宫的士兵守卫称普京待在地堡。讽刺了俄罗斯政府并恶搞了普京。该系列发布后，俄罗斯联邦通信、信息技术和大众传媒监督局要求Oleg Kuvaev下架剧集，并在俄罗斯境内屏蔽了mult.ru网站。